# Leptactina platyphylla
Leptactina platyphylla är en måreväxtart som först beskrevs av William Philip Hiern, och fick sitt nu gällande namn av Herbert Fuller Wernham. Leptactina platyphylla ingår i släktet Leptactina och familjen måreväxter. Inga underarter finns listade i Catalogue of Life.